# Гуаружа
Гуаружа́ (порт. Guarujá) — город и муниципалитет в Бразилии, входит в штат Сан-Паулу. Составная часть мезорегиона Агломерация Сан-Паулу. Входит в экономико-статистический микрорегион Сантус. Население составляет 311 230 человек на 2015 год. Занимает площадь 142,589 км². Плотность населения — 2182,71 чел./км².
Праздник города — 30 июня.

## История
Город основан 2 сентября 1893 года.
Основным источником дохода является туризм. Жители Сан-Паулу предпочитают проводить свой отпуск именно здесь, так как город расположен всего в часе езды. 
Жители называют Гуаружу "жемчужиной Атлантики", благодаря тому, что город располагается на побережье Атлантического океана и славится своими пляжами.

## Статистика
- Валовой внутренний продукт на 2003 составляет 2.279.636.803,00 реалов (данные: Бразильский институт географии и статистики).
- Валовой внутренний продукт на душу населения на 2003 составляет 7.952,32 реалов (данные: Бразильский институт географии и статистики).
- Индекс развития человеческого потенциала на 2000 составляет 0,788 (данные: Программа развития ООН).

## География
Климат местности: тропический. В соответствии с классификацией Кёппена, климат относится к категории Af.

## Фотогалерея

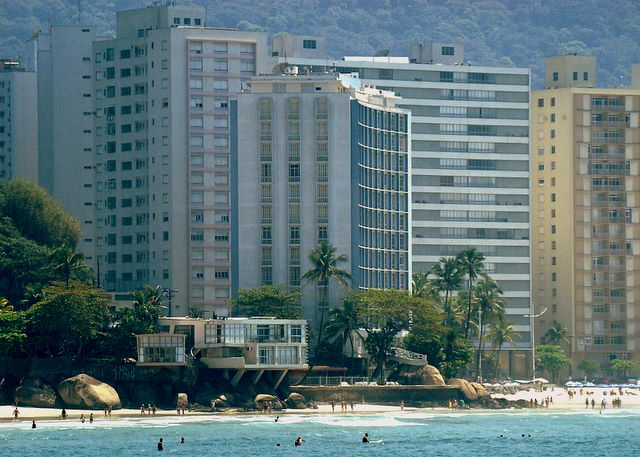

## Города-побратимы
- Кашкайш, Португалия (2000)